# Piotr Szwedo
Piotr Władysław Szwedo (ur. 12 stycznia 1979 w Krakowie) – polski prawnik, doktor habilitowany pracujący na stanowisku profesora uczelni na Uniwersytecie Jagiellońskim, specjalista w dziedzinie prawa międzynarodowego.

## Życiorys
W 2002 r. absolwent Szkoły Prawa Francuskiego (Université d'Orléans/UJ). W 2003 r. ukończył studia na Wydziale Prawa i Administracji UJ, natomiast w 2004 r. Szkołę Prawa Amerykańskiego (Catholic University of America/UJ), stypendysta rządu francuskiego (Université d'Orléans).
Profesor uczelni w Katedrze Prawa Międzynarodowego Publicznego Wydziału Prawa i Administracji Uniwersytetu Jagiellońskiego (UJ). Od 2018 pełni również funkcję kierownika Ośrodka Koordynacyjnego Szkół Praw Obcych WPiA UJ.
Jego głównym obszarem zainteresowań naukowych jest międzynarodowe prawo gospodarcze, prawo zrównoważonego rozwoju, prawo wodne oraz problematyka prawnych aspektów global governance. Doświadczenie zdobywał na Columbia Law School, Catholic University of America, Lauterpracht Centre of International Law – Cambridge, w Instytucie Maxa Plancka – Heidelberg, uniwersytetach w Bordeaux, Nantes, Orleanie i innych. Od 2018 r. pełni funkcję Państwowej Komisji Egzaminacyjnej do przeprowadzania egzaminu na tłumacza przysięgłego i członka Państwowej Komisji Akredytacyjnej (kadencje 2020-2023 oraz 2024-2027). 
Kieruje Centre for Advanced Sustainability Studies (projekt flagowy Uniwersytetu Jagiellońskiego) oraz reprezentuje Uniwersytet Jagielloński w międzynarodowych zespołach, m.in. Una Europa Sustainability Self-Steering Committee, Una Europa Task Force for Sustainability and Climate Protection, The Guild Sustainability Task Force.

## Publikacje
Piotr Szwedo jest autorem publikacji naukowych z zakresu prawa międzynarodowego. Publikował w czasopismach naukowych m.in.: Journal of World Trade, International Journal of Constitutional Law, Encyklopedii Prawa Międzynarodowego Instytutu Maxa Plancka.

## Odznaczenia i nagrody
W 2005 r. otrzymał Nagrodę im. Stanisława Kutrzeby, Uniwersytet w Heidelbergu. W 2016 r. został odznaczony francuskim Orderem kawalerskim Palm Akademickich. Wyróżniony jako "Przyjaciel studenta" w ramach "Laudacji studenckich" w 2018 r. Trzykrotnie nagrodzony nagrodami Rektora Uniwersytetu Jagiellońskiego za osiągnięcia naukowe.

## Życie prywatne
Ojciec Szymona, Krysi, Tosi i Bartłomieja. Jest synem Janusza Szwedo, polskiego dyplomaty; siostrzeńcem Piotra Franaszka, historyka.